# スタンリー・ロード
スタンリー・ロード（Stanley Road）は、ポール・ウェラーが1995年に発表したアルバム。ソロ名義のスタジオ・アルバムとしては3作目。

## 解説
スティーヴ・ウィンウッドやノエル・ギャラガー等がゲスト参加。ジャケット・デザインは、ビートルズの『サージェント・ペパーズ・ロンリー・ハーツ・クラブ・バンド』で知られるピート・ブレイクが担当。
ソロ転向後のアルバムとしては初めて、全英チャートで1位を獲得。先行シングル「アウト・オブ・ザ・シンキング」は全英20位に達した（1996年にはカップリング曲を変更して再リリースされて、全英16位となる）。更に、「チェンジングマン」（全英7位）、「ユー・ドゥ・サムシング・トゥ・ミー」（全英9位）、「ブロークン・ストーンズ」（全英20位）といったシングル・ヒットも生んだ。「アイ・ウォーク・オン・ギルデッド・スプリンターズ」はドクター・ジョンのデビュー作『グリ・グリ』（1968年）収録曲のカヴァー。
イギリスでは通常版CDの他、LP、ボックス入りCD、6枚組7"シングル・ボックスが同時発売された。
7"シングル・ボックスは一部の楽曲が別バージョンになっている。アメリカ盤CDはLPと同じアルバム･カバーで発売された。日本盤CDはウェラーのアルバム中唯一イギリス盤と同じ収録曲、パッケージでの発売だった。（2010年現在）

2005年5月には、CD2枚・DVD1枚から成るデラックス・エディション盤が発売された（日本発売は2005年12月）。

## 収録曲
特記なき楽曲はポール・ウェラー作。
1. チェンジングマン - "The Changingman" (Brendan Lynch, Paul Weller) - 4:02
2. ポーセリン・ゴッズ - "Porcelain Gods" - 4:51
3. アイ・ウォーク・オン・ギルデッド・スプリンターズ - "I Walk on Gilded Splinters" (Dr. John) - 5:24
4. ユー・ドゥ・サムシング・トゥ・ミー - "You Do Something to Me" - 3:38
5. ウッドカッターズ・サン - "Woodcutter's Son" - 4:43
6. タイム・パッシーズ… - "Time Passes..." - 4:56
7. スタンリー・ロード - "Stanley Road" - 4:18
8. ブロークン・ストーンズ - "Broken Stones" - 3:16
9. アウト・オブ・ザ・シンキング - "Out of the Sinking" - 3:51
10. ピンク・オン・ホワイト・ウォールズ - "Pink on White Walls" - 2:39
11. ワールプールズ・エンド - "Whirlpool's End" - 7:11
12. ウィングス・オブ・スピード - "Wings of Speed" - 3:13

### デラックス・エディション

#### ディスク1
オリジナル盤12曲に、下記ボーナス・トラックを追加。
1. "Sexy Sadie" (John Lennon, Paul McCartney)
2. "I'd Rather Go Blind" (Bill Foster/Ellington Jordan)
3. "It's A New Day, Baby"
4. "I Didn't Mean To Hurt You"
5. "My Whole World Is Falling Down" (Live)
6. "A Year Late"
7. "Woodcutter's Son"

#### ディスク2 - Demos
1. "Trident Jam" (Take 3)
2. "Pink On White Walls" (Demo #2)
3. "Porcelain Gods" (8 track Demo)
4. "Broken Stones" (Demo #1)
5. "Wings Of Speed" (8 track Demo)
6. "The Changingman" (8 track Demo)
7. "Everyone Must Have A Purpose" (Demo)
8. "You Do Something To Me" (Demo #3)
9. "A Year Late" (Demo #1)
10. "Whirlpools End/Steam" (alternate)
11. "Gtr + Moog Jam" (Demo)
12. "Corrina, Corrina" (Demo)
13. "Out On The Weekend" (Demo)
14. "Time Passes" (Demo #2)
15. "Time Passes" (Demo #3)
16. "Wings Of Speed" (Demo #2)
17. "Stanley Road" (Demo #1)
18. "Woodcutters Son" (8 track Demo)
19. "Porcelain Gods" (instrumental)

"Broken Stones" (Demo #1)、"You Do Something To Me" (Demo #3)、"Time Passes" (Demo #3)、"Stanley Road" (Demo #1)以外は未発表。

#### ディスク3 - DVD
1. "Broke 'n' Stoned"
2. "Out Of The Sinking" (Making Of)
3. "Out Of The Sinking"
4. "The Changingman" (Making Of)
5. "The Changingman"
6. "You Do Something To Me" (Making Of)
7. "You Do Something To Me"
8. "Broken Stones" (Making Of)
9. "Broken Stones"

## 参加ミュージシャン
- ポール・ウェラー - ボーカル、ギター、ピアノ、ハモンドオルガン、パーカッション
- スティーヴ・クラドック - ギター
- ノエル・ギャラガー - アコースティック・ギター(on 3.)
- デヴィッド・リドル - スライド・ギター(on 5.)
- ドクター・ロバート - ベース
- マーク・ネルソン - ベース
- ヨランダ・チャールズ - ベース
- スティーヴ・ホワイト - ドラムス
- ブレンダン・リンチ - モーグ・シンセサイザー、アコーディオン、タンブリン
- スティーヴ・ウィンウッド - ピアノ、ハモンドオルガン
- ミック・タルボット - ハモンドオルガン、エレクトリックピアノ
- ヘレン・ターナー - ハモンドオルガン、キーボード
- ジョイ・ハウリー - チェロ(on 12.)
- カーリーン・アンダーソン - バッキング・ボーカル
- コンスタンティン・ワイアー - バッキング・ボーカル(on 3.)